# Shawn Delierre
Shawn Delierre, né le 25 février 1982 à Montréal, est un joueur professionnel de squash représentant le Canada. Il atteint le 35e rang mondial en mars 2013, son meilleur classement. Il est champion du Canada à deux reprises en 2013 et 2015. Il remporte la médaille d'or par équipes lors des Jeux panaméricains de 2015.
Il a joué dans trois des matchs les plus longs de l'histoire du squash dont le match record remporté le 24 janvier 2015 par Leo Au 11-6, 4-11, 11-6, 7-11, 16-14 en 170 minutes,.

## Biographie
Le père Jean initie ses fils David, Shawn et Jason au squash, s'entraînant au Sani-Sport de Brossard et dominent leurs catégories d'âge chez les jeunes. Il déménage à Toronto à l'âge de 15 ans pour se frotter aux meilleurs joueurs puis il passe professionnel. Il remporte la médaille d'or par équipes lors des Jeux panaméricains de 2015 remportant le match décisif face à César Salazar, 28e joueur mondial. Son style de jeu est basé sur l'endurance ce qui l'implique dans trois des matchs les plus longs de l'histoire du squash. Il se retire du circuit professionnel en 2024 après une des plus longues carrières sur le circuit.

## Palmarès

### Titres
- Open de Pittsburgh : 2010
- Bluenose Classic : 2006
- Championnats du Canada : 2 titres (2013, 2015)

### Finales
- Torneo Internacional PSA Sporta : 2014